# (7386) Paulpellas
(7386) Paulpellas es un asteroide perteneciente al cinturón exterior de asteroides descubierto el 25 de noviembre de 1981 por el equipo del Observatorio Oak Ridge desde la Estación George R. Agassiz en Harvard (Massachusetts), Estados Unidos.

## Designación y nombre
Paulpellas recibió al principio la designación de 1981 WM.
Fue nombrado en memoria de Paul Pellas (1924-1997), físico, meteorólogo y conservador del Museo de Historia Natural de París. Estudió el enfriamiento de los planetas menores estudiando el patrón de las huellas de fisión, creadas por la desintegración del isótopo de vida corta plutonio 244, en los minerales de los meteoritos que alguna vez residieron en estos cuerpos más grandes. También midió las densidades de las huellas de rayos cósmicos en las rocas lunares para determinar sus tiempos de residencia en la superficie de la Luna. 

## Características orbitales
Paulpellas orbita a una distancia media del Sol de 2,384 ua, pudiendo alejarse hasta 2,557 ua y acercarse hasta 2,211 ua. Su excentricidad es 0,073 y la inclinación orbital 4,940 grados. Emplea 1344,54 días en completar una órbita alrededor del Sol.

## Características físicas
La magnitud absoluta de Paulpellas es 13,96. Tiene 5,003 km de diámetro y su albedo se estima en 0,281.